# Cova de l'Alarb
|  | Per a altres significats, vegeu «Cova de l'Alarb (Banyuls de la Marenda)». |

La cova de l'Alarb és un megàlit de l'època neolítica a la zona centreoriental del terme comunal d'Argelers, a la comarca del Rosselló (Catalunya del Nord).
Està situat dalt d'una carena al sud-est del Mas Blanc (Château Valmy), al nord-oest del Mas d'en Jordi i a l'est del Mas de l'Abat. Hi mena una pista des del Château Valmy.
És un sepulcre de corredor antic, de cambra trapezoïdal, com set dels dòlmens del vessant nord de l'Albera, que són pràcticament idèntics que els seus veïns de la banda sud: a més del d'aquest article, hi ha el del puig de les Saleres o de Sant Pere de Laners (la Clusa, al Vallespir); Coll del Brau (Banyuls), Coma Estapera (Cervera de la Marenda), del Coll de la Creu o de Gratallops (Banyuls de la Marenda), del Coll de les Portes (Banyuls de la Marenda-Cervera de la Marenda), cova de l'Alarb del Rimbau (Cotlliure).